# Chliara beckeri
Chliara beckeri är en fjärilsart som beskrevs av Paul Thiaucourt 1982. Chliara beckeri ingår i släktet Chliara och familjen tandspinnare. Inga underarter finns listade i Catalogue of Life.